# محاصره قیساریه
محاصره قیساریه در ارتباط با محاصره و تسخیر شهر قیساریه در استان فلسطین اول در امپراتوری روم شرقی، توسط ارتش ساسانی در سال ۶۱۴ میلادی است.

## تاریخچه
خسرو دوم شاهنشاه ساسانی، شهربراز، سپهسالار خود را مأمور تسلط بر مناطق تحت کنترل بیزانس در خاور نزدیک کرد. پس از پیروزی در انطاکیه، شهربراز به قیصریه دریایی، پایتخت استان پالستینا پریما حمله کرد. در این زمان، بندرگاه بزرگ داخلی از لجن پر شده بود و عملاً بی استفاده بود، اما امپراتور آناستازویس بندر بیرونی را بازسازی کرده بود که قیصریه را همچنان یک شهر دریایی مهم قرار می‌داد و امپراتوری ایران در صورت تسلط بر آن به دریای مدیترانه دست می‌یافت. در حالی که محاصره ایرانیان و اشغال قیصریه تخریب فیزیکی محدودی به جا گذاشت اما تأثیرات منفی اجتماعی-اقتصادی زیادی به وجود آورد. فتح بعدی قیصریه توسط اعراب نیز شهر را ویران کرد که باعث شروع انحطاط شهر شد.